# Liste der Stolpersteine in Frankfurt-Römerstadt
Die Liste der Stolpersteine in Frankfurt am Main führt die vom Künstler Gunter Demnig verlegten Stolpersteine in Frankfurt am Main auf. Die Initiative Stolpersteine in Frankfurt am Main e. V. hat seit November 2003 die Verlegung von ca. 2000 Stolpersteinen, mindestens fünf Kopfsteinen und mindestens vier Stolperschwellen veranlasst. Die Initiative wird von der Stadt Frankfurt sowie von zahlreichen Institutionen, darunter das Jüdische Museum und das Institut für Stadtgeschichte unterstützt.
Die Steine erinnern an Menschen, die während der Zeit des Nationalsozialismus verfolgt, verhaftet, gequält, entrechtet, zur Flucht oder zum Suizid getrieben oder ermordet wurden. An ihrem letzten frei gewählten Wohnort in Frankfurt erinnern die Steine an alle Opfer des Nationalsozialismus: an Juden, Sinti und Roma, politisch Verfolgte, Zeugen Jehovas, Homosexuelle und Zwangsarbeiter, an als „asozial“ gebrandmarkte Menschen und an die Opfer der sogenannten „Euthanasie“-Morde an Kranken und Behinderten.
Im Oktober 2018 verlegte Gunter Demnig in Frankfurt den europaweit siebzigtausendsten Stein.
Die Stadtteile sind nach der Liste der Stadtteile von Frankfurt am Main angelegt. In den nicht gelisteten Stadtteilen liegen bislang keine Stolpersteine.
Über die hinter den Namen der Opfer liegenden Links lässt sich die zugehörige Biographie auf der Homepage der Stadt Frankfurt aufrufen.

## Liste
| Adresse                 | Name                             | Verfolgungsschicksal                                                                                                | Verlegedatum      | Bild                                                    | Anmerkung |
| ----------------------- | -------------------------------- | --- | ----------------- | ------------------------------------------------------- | --------- |
| An der Ringmauer 62 ·   | Fritz Baumann                    | Fritz Baumann geb. 9.7.1901 deportiert 10.11.1938 Buchenwald ermordet 23.9.1942                                     | 19. Oktober 2009  | Stolperstein An der Ringmauer 62 für Fritz Baumann      |           |
| Mithrasstraße 82 ·      | Alice Bohrmann geb. Isaak        | Alice Bohrmann, geb. Isaak 29.3.1887 deportiert 19.10.1941 Łódź ermordet 26.4.1942                                  | 9. November 2010  | Stolperstein Mithrasstraße 82 für Alice Bohrmann        |           |
| Mithrasstraße 82 ·      | Richard Bohrmann                 | Richard Bohrmann geb. 5.2.1881 deportiert 19.10.1941 Łódź ermordet                                                  | 9. November 2010  | Stolperstein Mithrasstraße 82 für Richard Bohrmann      |           |
| Hadrianstraße 19 ·      | Charlotte Cahn geb. Scheidemann  | Charlotte Cahn, geb. Scheidemann geb. 8.2.1866 deportiert 18.8.1942 Theresienstadt ermordet 6.1.1944                | 25. April 2008    | Stolperstein Hadrianstraße 19 für Charlotte Cahn        |           |
| Hadrianstraße 15 ·      | Alfred Goldschmidt               | Alfred Goldschmidt geb. 3.12.1880 deportiert 19.10.1941 Łódź ermordet                                               | 9. November 2010  | Stolperstein Hadrianstraße 15 Alfred Goldschmidt        |           |
| Hadrianstraße 15 ·      | Helene Goldschmidt geb. Mansbach | Helene Goldschmidt, geb. Mansbach geb. 26.6.1883 Suizid 2.3.1940                                                    | 9. November 2010  | Stolperstein Hadrianstr 15 Helene Goldschmidt           |           |
| Mithrasstraße 5 ·       | Adolf Jakob                      | Adolf Jakob geb. 22.7.1870 deportiert 2.3.1943 Drancy nach Majdanek 30.6.1944 nach Auschwitz ermordet               | 19. Oktober 2009  | Stolperstein Mitrasstraße 5 für Adolf Jakob             |           |
| Mithrasstraße 5 ·       | Anna Jakob geb. Schwarz          | Anna Jakob geb. Schwarz geb. 3.10.1876 deportiert 2.3.1943 Drancy nach Majdanek ermordet                            | 19. Oktober 2009  | Stolperstein Mitrasstraße 5 für Anna Jakob              |           |
| Im Burgfeld 153 ·       | Jenny Löb                        | Jenny Löb geb. 19.11.1874 deportiert 15.9.1942 Theresienstadt ermordet 31.1.1943                                    | 9. November 2010  | Stolperstein Im Burgfeld 153 Jenny Loeb                 |           |
| In der Römerstadt 205 · | Kaethe Simenauer                 | Kaethe Simenauer geb. 18.5.1898                                                                                     | 9. November 2010  | Stolperstein In der Römerstadt 205 für Kaethe Simenauer |           |
| Am Forum 3 ·            | Ludwig Rothenberger              | Ludwig Rothenberger geb. 28.4.1883 deportiert 14.11.bis 21.12.1938 Dachau 12.5.1943 Auschwitz ermordet 3.10.1943    | 18. November 2013 | Stolperstein Am Forum 3                                 |           |
| An der Ringmauer 1 ·    | Lore Berentzen                   | Lore Berentzen geb. Ganz geb. 4.6.1904 deportiert 1943 Auschwitz ermordet 18.5.1943                                 | 18. November 2013 | Stolperstein An der Ringmauer 1 Berentzen Lore          |           |
| An der Ringmauer 1 ·    | Karl Berentzen                   | Karl Berentzen geb. 4.9.1897 Suizid Tod 18.8.1938                                                                   | 18. November 2013 | Stolperstein An der Ringmauer 1 Berentzen Karl          |           |
| Im Burgfeld 6 ·         | Kurt Leo Höxter                  | Kurt Leo Höxter geb. 13.8.1908 Flucht Belgien deportiert 22.10.1940 Gurs nach Drancy 9.9.1942 Auschwitz ermordet    | 18. November 2013 | Stolperstein Im Burgfeld 6                              |           |
| An der Ringmauer 134 ·  | Emma Fabisch                     | Emma Fabisch geb. Suerth geb. 23.7.1892 Flucht Holland deportiert 26.2.1942 Westerbork Auschwitz ermordet 26.2.1943 | 18. November 2013 | Stolperstein An der Ringmauer 134 Fabisch Emma          |           |
| An der Ringmauer 134 ·  | Heinrich Fabisch                 | Heinrich Fabisch geb. 4.4.1866 Flucht Holland, Arnheim gestorben 5.11.1941                                          | 18. November 2013 | Stolperstein An der Ringmauer 134 Fabisch Heilmann      |           |